# Teorie chaosu (film)
Teorie chaosu (orig. Chaos Theory) je americký film z roku 2007 v hlavní roli s Ryanem Reynoldsem.

## Děj
Frank Allen je profesionální řečník, který přednáší o plánování času a v tom je příkladem. Svůj čas si perfektně na minutu plánuje tak, aby dosáhl jeho co největšího efektivního využití. Jednoho dne, když se jeho manželka Susan rozhodne dát čas na budíku o deset minut dozadu s nadějí, že tak dá manželovi čas navíc, udělá přesný opak – posune hodiny dopředu. Kvůli zmeškání trajektu dorazí Frank pozdě na svou lekci o plánování času. Když se vrací domů, narazí na těhotnou ženu, která se potřebuje dostat do nemocnice a Frank jí nabídne odvoz. V nemocnici je Frank požádán o vyplnění nějakých dokumentů a aniž by moc přemýšlel o tom, co se děje, vyplní do formulářů své údaje. Zdravotní sestry ho pak považují za otce narozeného dítěte.
Následující den ráno, než se Frank vrátí domů, sestra z nemocnice zatelefonuje do jeho domu a telefon zvedne Susan. Sestra, která věřila, že volá otci dítěte, přiměje Susan, aby si myslela, že jí byl Frank nevěrný a že se jedná o jeho dítě. Když se Frank vrátí domů, nedokáže ženě vše vysvětlit a ona ho vyhodí z domu. Susan s ním potom odmítá mluvit a pouze mu dovoluje stýkat se po škole s dcerou. Protože chce Frank manželce dokázat, že se nejedná o jeho dítě, jde na test otcovství. Frank se po něm ale dozví, že trpí Klinefelterovým syndromem, což znamená, že nikdy nebyl schopen mít děti.
O několik dní později přijde matka narozeného dítěte do domu Allenových a chce poděkovat za laskavost. Najde tam jen Susan. Poté, co se představí, vysvětlí celé nedorozumění, ale škody už jsou napáchány – Frank nyní ví, že jeho a Susanina dcera Jesse ve skutečnosti není jeho. Frank nyní přemýšlí o životě, jak je možné, že není biologickým otcem své dcery a jak špatně se vyvinul jeho život, i když věřil, že celou dobu jedná na rovinu.
Frank pak změní svůj přístup k životu. Místo přesného plánování ho založí na pravděpodobnosti a náhodě, když provádí svá rozhodnutí pomocí tří karet, na které napíše možnosti dalšího kroku. Jednu z karet vylosuje a udělá to, co je na ní napsané. Díky tomu pochopí více o lásce, přátelství, důvěře, naději.
Vyjde najevo, že Jessiným otcem je Frankův nejlepší kamarád Buddy Endrow. Ten se snaží vzít na sebe zodpovědnost k dceři, ale Susan to odmítá. Po čase si Frank uvědomí, že přese všechno miluje svou dceru i manželku a zůstane s nimi žít.

## Obsazení
| Ryan Reynolds        | Frank Allen              |
| Stuart Townsend      | Buddy Endrow             |
| Emily Mortimer       | Susan Allenová           |
| Sarah Chalke         | Paula Croweová           |
| Mike Erwin           | Ed                       |
| Constance Zimmer     | učitelka Peg             |
| Matreya Fedor        | sedmiletá Jesse Allenová |
| Elisabeth Harnois    | Jesse Allenová           |
| Chris William Martin | Damon                    |
| Jovanna Huguet       | družička                 |
| Christopher Jacot    | Simon / svědek           |
| Alessandro Juliani   | Ken                      |